# Sean Anders

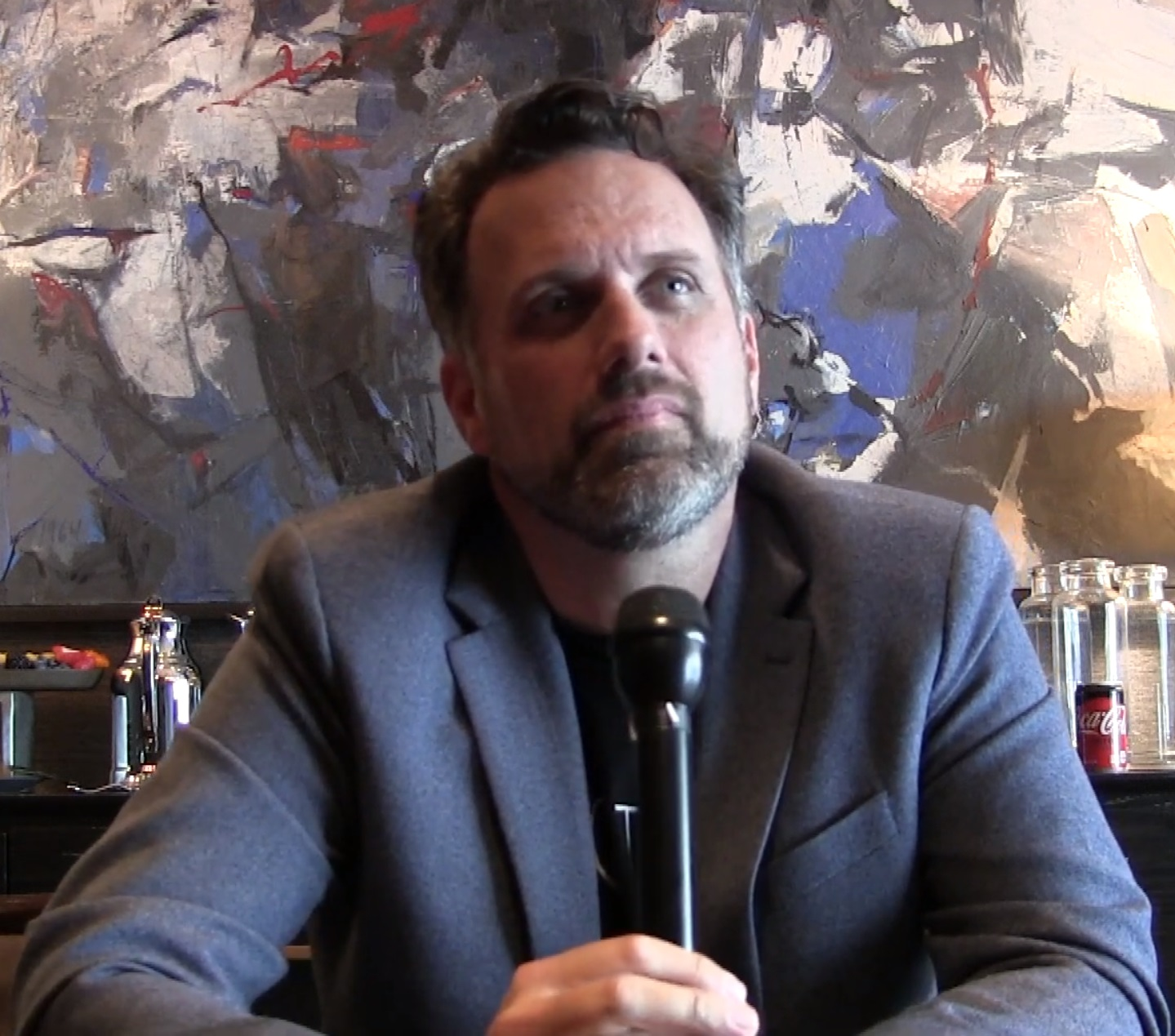
Sean Anders

Sean Anders (* 1969 in Los Angeles, Kalifornien) ist ein US-amerikanischer Filmregisseur und Drehbuchautor.

## Leben und Karriere
Anders wurde in Los Angeles geboren. Als er ein Jahr alt war, zog seine Familie nach Madison und ein paar Jahre später nach DeForest in den US-Bundesstaat Wisconsin, wo er auch aufwuchs. Nach seinem Highschool-Abschluss an der DeForest High School im Jahr 1987 gründete er eine Band. Kurz darauf zog er nach Tempe, Arizona, wo er kurzzeitig als Grafik- und Webdesigner arbeitete.
Mit seinem Freund John Morris, welchen er durch seine Band-Aktivitäten kennengelernt hatte, schrieb er das Skript für den Independent-Film Never Been Thawed, bei dem Anders auch Regie führte. Der Film brauchte zwei Jahre um fertiggestellt zu werden und wurde schließlich 2005 veröffentlicht. Nach diesem erfolgreichen Film-Debüt zogen Morris und Anders nach Los Angeles, um im Filmgeschäft durchzustarten. Dort begannen sie mit der Arbeit an dem Skript für den Film Zu scharf um wahr zu sein, welches sie nach Fertigstellung an DreamWorks verkaufen konnten. Nach dem Verkauf der Filmrechte hatten Morris und Anders keinen Einfluss mehr auf die Produktion des Films. Zu scharf um wahr zu sein erschien 2010 unter DreamWorks und Paramount Pictures und stellt Anders' und Morris' erstes großes Projekt als Drehbuchautoren dar.
In der Zwischenzeit widmete er sich gemeinsam mit Morris einem neuen Projekt und verfasste das Drehbuch für Spritztour. Das Produktionsunternehmen Summit Pictures bat Anders Regie zu führen, was er schließlich auch tat. Spritztour erschien 2008 und stellt nach Never Been Thawed Anders' erstes großes Projekt als Regisseur dar.
Später folgten weitere Positionen als Regisseur und Drehbuchautor in Hollywood-Filmen wie Wir sind die Millers (2013), Kill the Boss 2 (2014) oder Daddy’s Home – Ein Vater zu viel (2015), Daddy’s Home 2 – Mehr Väter, mehr Probleme! (2017) und Spirited (2022).
Er ist der Bruder von Schauspielerin Andrea Anders.

## Filmografie
Als Regisseur
- 2005: Never Been Thawed
- 2008: Spritztour (Sex Drive)
- 2012: Der Chaos-Dad (That's My Boy)
- 2014: Kill the Boss 2 (Horrible Bosses 2)
- 2015: Daddy’s Home – Ein Vater zu viel (Daddy's Home)
- 2017: Daddy’s Home 2 – Mehr Väter, mehr Probleme! (Daddy’s Home 2)
- 2018: Plötzlich Familie (Instant Family)
- 2022: Spirited

Als Drehbuchautor
- 2005: Never Been Thawed
- 2007: Playing Chicken
- 2008: Spritztour (Sex Drive)
- 2010: Zu scharf um wahr zu sein (She’s Out of My League)
- 2010: Hot Tub – Der Whirlpool … ist ’ne verdammte Zeitmaschine! (Hot Tub Time Machine)
- 2011: Mr. Poppers Pinguine (Mr. Popper's Penguins)
- 2013: Wir sind die Millers (We're the Millers)
- 2014: Dumm und Dümmehr (Dumb and Dumber To)
- 2014: Kill the Boss 2 (Horrible Bosses 2)
- 2015: Daddy’s Home – Ein Vater zu viel (Daddy's Home)
- 2017: Daddy’s Home 2 – Mehr Väter, mehr Probleme! (Daddy’s Home 2)
- 2018: Plötzlich Familie (Instant Family)
- 2022: Spirited